# Parti national du peuple (Gambie)
Pour les articles homonymes, voir Parti national du peuple.
Le Parti national du peuple (National People's Party en anglais, abrégé en NPP) est un parti politique gambien créé pour soutenir le président Adama Barrow.

## Contexte
Le parti est créé le 31 décembre 2019 par le président Adama Barrow en vue de l'élection présidentielle de 2021 et des législatives de 2022,.
Cette décision est issue de la rupture d'Adama Barrow avec la coalition l'ayant soutenu à la présidentielle de 2016, dont surtout le Parti démocratique unifié (UDP), qui s'oppose à sa décision de se maintenir au pouvoir. Adama Barrow limoge son vice président Ousainou Darboe ainsi que plusieurs ministres de l'UDP le 15 février 2019, avant de fonder son propre parti,.

## Résultats
| Année | Voix    | %     | Rang | Sièges  |
| ----- | ------- | ----- | ---- | ------- |
| 2022  | 143 826 | 29,19 | 1er  | 18 / 53 |